# Nowojełyzawetiwka (obwód doniecki)
Nowojełyzawetiwka (ukr. Новоєлизаветівка) – wieś na Ukrainie, w obwodzie donieckim, w rejonie pokrowskim, w hromadzie Pokrowsk. W 2001 liczyła 620 mieszkańców.